# Poesía de la conciencia
Poesía de la conciencia es una de las etiquetas con las que se alude a las poéticas que practican una oposición al capitalismo en su fase global y postmoderna. Aunque el significado y alcance de este marbete son parcialmente ambiguos, se puede datar la emergencia de este movimiento de la poesía española contemporánea en la década de 1990. Como elementos fundacionales, en esas fechas, cabe tener en cuenta, entre otros, la publicación del volumen Poesía y poder, la aparición en la revista Ínsula de un monográfico dedicado a Los compromisos de la poesía española o la organización de los encuentros anuales Voces del extremo en Moguer, Huelva, a cargo del poeta y ensayista Antonio Orihuela a través de la Fundación Juan Ramón Jiménez. 
Considerada ampliamente, esta etiqueta engloba tanto a las obras concretas de diversos autores, como a los intentos críticos de organización de estos mismos autores de una poética teórica general que acoja las distintas opciones estéticas y políticas de sus miembros. Con las mismas pretensiones, han sido utilizados otros rótulos, entre los que se puede señalar poesía de la conciencia crítica, escritura del conflicto, nueva poesía social, literatura activista, poesía en resistencia o voces del extremo. 

## Ambigüedades del términopoesía de la conciencia

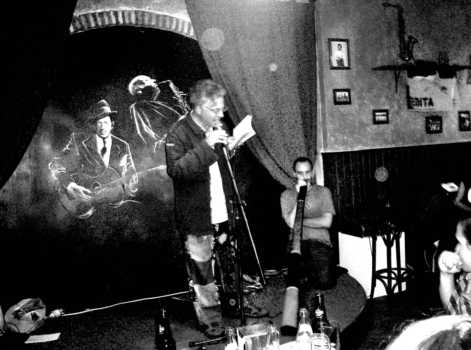
Antonio Orihuela recitando.

La amplitud del término "poesía de la conciencia" supone, a un mismo tiempo, tanto una inevitable ambigüedad como la exacta demarcación de un grupo de poetas con claros intereses comunes y relaciones intelectuales intensas. La convivencia y cooperación de este grupo de poetas se hace evidente al contemplar una vida intelectual colectiva aglutinada alrededor de proyectos comunes: antologías poéticas, organización de encuentros, foros y páginas web, referencias cruzadas y colaboraciones en prácticas de escritura colectiva. En común también poseen, como se ha señalado anteriormente, una clara, aunque diversa, consideración anticapitalista de las prácticas literarias. 
Precisamente la participación en actividades colectivas, y cierta conciencia de adscripción a un grupo, es lo que impulsa a algunos de estos autores a la búsqueda de una poética teórica aglutinante. Sin embargo, las diferencias de los individuos y colectivos que conforman este grupo imposibilita que tal tarea teórica global sea posible sin ambigüedades ni conflictos. No pocos de los autores de la poesía de la conciencia niegan, precisamente, su pertenencia a grupo alguno, aunque sea notable su participación en él. Poetas como Antonio Orihuela rechazan, por ideológicamente determinadas, precisamente las categorías teóricas de grupo, generación o movimiento literario. Considera Orihuela que tales etiquetas subrayan la concepción exclusivamente literaria en detrimento de la dimensión de transformación política y social. Esta negación de la existencia de un movimiento o generación literaria se acompaña, por otra parte, de una intensa cooperación grupal en torno a las prácticas poéticas críticas con el capitalismo. Antonio Orihuela encabeza, precisamente, la organización de no pocas de las actividades de tendencia aglutinadora del grupo, como los encuentros Voces del extremo que, anualmente, auspicia la Fundación Juan Ramón Jiménez en la localidad de Moguer. Estos encuentros propician, en declaraciones de Orihuela, la visibilidad política de unas prácticas poéticas socialmente combativas.

### Pertinencia de las etiquetaspoesía social,poesía políticaypoesía comprometida
Una nota característica de los autores de la poesía de la conciencia es la consideración de la dimensión social y política como núcleo de la naturaleza humana. Poetas como Enrique Falcón o Jorge Riechmann han polemizado sobre el uso, también ideológicamente determinado, del adjetivo "político" o "social" aplicado a este tipo de poesía. Afirman Falcón y Riechmann (inter alii) que toda escritura está política y socialmente determinada, por lo que al calificar a las prácticas poéticas combativas con el capitalismo como "políticas", se vendría a señalar falsamente al resto como "no políticas" o "neutrales".

Toda la literatura es comprometida, decía Pablo Neruda. Toda la poesía es social.
 Jorge Riechmann

Parecido rechazo suscita la etiqueta compromiso. Por una parte, para algunos de estos autores, este término evoca una práctica de la poesía supeditada a unas instrucciones políticas previamente determinadas, al modo de cierta poesía comprometida de los años 50 del siglo XX. Por otra parte, por motivos semejantes a los anteriormente expuestos, otros autores consideran que toda poesía está comprometida con unos u otros posicionamientos políticos y sociales. Así, el colectivo Alicia bajo cero se encargó de señalar el compromiso político de la poesía de la experiencia con el capitalismo, mientras que Antonio Orihuela ha argumentado la existencia del mismo tipo de connivencia en el realismo sucio español de los años 90.
Otros poetas del grupo, como Jorge Riechmann confirman estas ideas, pero redundando en la existencia de lo específicamente poético. Esta dimensión, según Riechmann superaría sin negar la dimensión política emancipatoria de los discursos poéticos:

Singularidad de la poesía dentro de la república de las artes: la dimensión de la belleza se cruza con la dimensión del significado. De ahí su específica potencia de 'totalidad' (...) No escribimos para la historia de la literatura: escribimos para los ojos helados y las trémulas manos de la mujer, del hombre.
Jorge Riechmann

## Debate sobre el realismo en la poesía de la conciencia
Siempre dentro de este amplio marco de combatividad política contra el capitalismo, las diferencias formales, de contenido e ideológicas entre los miembros del grupo no acaban aquí. David González o Antonio Orihuela practican y defienden un realismo en que la palabra se utiliza como un arma de comunicación eficaz. Por ello, acuden a mecanismos de sencillez sintáctica y claridad enunciativa que aseguren cierta performatividad factual. Son especialmente significativas, en el caso de David González, la predisposición de su escritura hacia el autobiografismo y, en el caso de Antonio Orihuela, la presencia de la Historia en sus poemas. 
Por otra parte, otros miembros del grupo, mayoritariamente aglutinados en torno a la Unión de escritores del país valenciano, defienden una poética de desarticulación de la realidad capitalista a través de una radical desestructuración del lenguaje. Para autores como Antonio Méndez Rubio, desde una perspectiva de centralidad del lenguaje en la confrontación política, cercana a posturas de Deleuze, Derrida o Michel Foucault, las notas características del realismo social, como la claridad enunciativa o el autobiografismo, no sólo no ayudan a la transformación social, sino que, de alguna manera, la obstaculizan. Este autor, confrontando "el lenguaje de la realidad" y "la realidad del lenguaje", afirma: 

La realidad no es aquí sólo ni fundamentalmente una especie de a priori que el lenguaje debe aspirar a fotografiar sino, más bien, un mundo percibido y construido, inseparable de los efectos de sentido que el lenguaje proyecta. Su lugar es la vez un no-lugar, su rumbo una deriva, una experiencia radical de libertad y descontrol, la poesía afronta así el reto de replantear la crítica social más allá o más acá del realismo social convencional. Y esto gracias a cómo la escritura asume su carácter no instrumental, intransitivo, movida menos por la lógica del control que por la día-lógica infundada del deseo.
 Antonio Méndez

Para Antonio Orihuela, autor de formación marxista y doctor en Historia, la posición de Antonio Méndez asume una deriva postmoderna que restaría performatividad factual a la escritura poética y la sustraería del curso histórico. Advierte que colocar al lenguaje en el centro de la conflictividad social presupone eliminar los componentes de materialismo dialéctico realista de la poesía y, por tanto, cualquier posibilidad de emancipación: 

El poeta que se crea eso del preconsciente, el ser en el lenguaje, el no lugar, el signo autónomo, etc. es porque sencillamente ya ha sido comprado para entonar la ceremonia colectiva de la confusión desde alguna cátedra de metafísica, que él no sepa de este particular, tampoco debe extrañarnos ¿En la afirmación de la propia verdad interior encontramos el sujeto no sujeto, el sujeto libre o lo que encontramos no es sino ideología burguesa en estado puro, manifestando su espíritu? (...) ¿Para qué quieren estos poetas las palabras? Sin duda para abrigarse con ellas de la nieve que cae en sus poemas, para explicarnos su sentir y a continuación el fluir de su identidad entre los versos y en definitiva para convencernos de que la felicidad está en trasladarse a ese noúmeno donde únicamente es lícito luchar (a muerte si es preciso) contra el lenguaje, y allí arriba olvidar que le esperan a uno todas las servidumbres de la vida diaria.
 Antonio Orihuela

Enrique Falcón encuentra rasgos comunes entre ambas posturas, así como evidentes posibilidades de mutuo entendimiento y enriquecimiento. Así, al justificar la nómina de la antología de poesía de la conciencia Once poetas críticos de la poesía española reciente, antología en la que conviven Antonio Orihuela y Antonio Méndez, afirma: 

Estos Once poetas son lo suficientemente significativos como para dar cuenta de diversos proyectos de escritura resistente y su selección responde igualmente a la necesidad de mostrar una tensión fundamental que se ofrece en sus obras: la que anuda (eso sí: gradualmente y sin marcar excesivas separaciones) un latido crítico de pretendida ruptura y trasgresión del lenguaje y otro tipo de retóricas pretendidamente más transparentes donde una noción plana de “realismo” podría sin embargo resultar agujereada en más de algún aspecto
Enrique Falcón

De nuevo Jorge Riechmann intenta proponer una percepción superadora de esta tensión o conflicto entre la claridad performativa materialista y la deconstrucción lingüística:

Realismo en literatura: el único interesante es aquel al que tensa la expectativa del milagro. (...) José Lezama Lima -ese altísimo poeta que hizo su lema de la frase Ah oscuridad, mi luz- sobre poesía clara y poesía oscura: «Lo claro y lo oscuro poco importan en verdad. (...) Si en un poema todo lo dice el poeta que escribe ese poema, ¿qué quedará entonces al lector que es el otro autor del poema?» Esta concepción de la coautoría o coproducción, a riesgo de ocasionales oscuridades, es en realidad mucho más profundamente democrático que la 'antielitista' exigencia de inteligibilidad a toda costa.
Jorge Riechmann

### Realismo crítico, realismo sucio y realismo depoesía de la experiencia
Por otra parte, Josu Montero incluye a estas dos corrientes de la poesía política, rotuladas como "subversión lingüística" y "realismo crítico", en una tercera que rozaría o incluiría el realismo sucio:

Junto a estas dos corrientes, la vanguardista de la subversión lingüística y la realista comprometida, se puede señalar una tercera, un realismo extremo, si no sucio sí al menos turbio, y con una innegable intencionalidad crítica, cuyo origen se sitúa en el empeño por llevar hasta las últimas consecuencias los postulados de la poesía de la experiencia; David González, Roger Wolfe, Vicente Muñoz Álvarez o Violenta Rangel son algunos de sus practicantes.
 Josu Montero

Araceli Iravedra incluye también al realismo sucio en la nómina de una nueva poesía social a partir de los noventa, aunque haciendo ciertas distinciones entre un realismo crítico, de corte social y política, y un realismo sucio, de bases escépticas y raigambre nihilista.
Precisamente, autores como David González ha insistido en que sus prácticas poéticas son más cercanas a las de una poesía de combate político que a las del realismo sucio.
La polémica se extiende aquí a dos extremos. Por una parte, la mayor parte de los autores de la poesía de la conciencia consideran a la poesía de la experiencia como una manifestación de conformidad con la política capitalista de la sociedad del espectáculo. El volumen crítico Poesía y poder de la Unión de Escritores del País Valenciano viene, precisamente, a tratar de demostrar este punto. Por otra parte, Orihuela, en polémica con un artículo de López Merino, ha descalificado la consideración de que las prácticas de realismo social anticapitalista se subordinen al marbete crítico "realismo sucio". Distingue Orihuela en el realismo sucio componentes de un nihilismo misántropo, individualista y desesperanzador al servicio de la ideología postmoderna capitalista dominante. Por ello, para este autor, que el realismo crítico se trate de incluir como una subcategoría del realismo sucio es un intento de neutralizar la carga de transformación social del primero en detrimento del éxito inocuo del segundo
Para unos autores y para otros del grupo de la poesía de la conciencia, la mayor visibilidad editorial de la poesía de la experiencia como del realismo sucio es prueba de la vehiculación, a través de ambas corrientes, de la ideología dominante. En el terreno de la narrativa está representado por figuras como Francisco Casavella, Rafael Chirbes, Emilio Morote Esquivel o Daniel Ruiz García.

## Diversidad ideológica y vida de grupo
Ideológicamente, la procedencia de los autores se entronca con diferentes tradiciones de la izquierda histórica moderna y postmoderna, desde el comunismo y el anarquismo, hasta el situacionismo o referencias a posiciones cercanas a la postmodernidad foucaultiana o deleuziana. Por ello, algunos autores pueden acudir a fuentes de la poesía social de los cincuenta y sesenta (como Blas de Otero, Gabriel Celaya o Pablo Neruda), mientras que otros lo rechazan al considerarlos modelos superados o limitados ideológicamente.
Todas estas disensiones marcan característicamente la ambigüedad con que los autores del grupo se refieren a la poesía de la conciencia, mientras que su evidente cohabitación, intereses comunes y necesidades organizativas políticas señalan su unidad. Cabe señalar algunos hitos de esa unidad: su participación en antologías (como Feroces -DVD editores-, Poemas para cruzar el desierto -Línea de fuego-, Once poetas críticos españoles -Baile del sol-, Material inflamable para manos incendiarias -MLRS-, entre otros), reunión en diversos encuentros (como el mencionado Voces del extremo, los Foros sociales de las artes, o los recitales de poesía contemporánea organizados por el colectivo sevillano La palabra itinerante en la Sala Imperdible), las constantes mutuas referencias en sus trabajos críticos y poemarios o su participación en webs como el Manual de Lecturas Rápidas para la Supervivencia.
Tal vez la obra crítica de Enrique Falcón, expresada en distintos artículos, introducciones a antologías y estudios críticos, sea la que más significativamente trata de aunar las diferentes dimensiones y disensiones. A este respecto, resulta especialmente alumbrador un artículo en constante construcción, que bajo el título genérico de "No doblar las rodillas", aparece en su última versión en la antología "Once poetas críticos en la poesía española reciente". Precisamente Falcón ha utilizado, más o menos regularmente, los términos poesía de la conciencia, poesía de la conciencia crítica o poesía crítica en la medida en que el despertar de un cierto tipo de conciencia, más o menos crítica, aparece como objetivo o lugar común de este grupo de poetas.
También Prieto de Paula confirma la existencia de una nueva tendencia poética, a la que llama precisamente poesía de la conciencia, en un proceso de pugna con la poesía de la experiencia:

De este proceso, prolongado durante bastantes años hasta tocar en el fin de siglo, irían naciendo reflexiones y obras como las de Juan Carlos Suñén, Jorge Riechmann, el colectivo de teóricos y creadores valencianos Alicia bajo cero -entre los que cabe citar a los poetas Enrique Falcón y Antonio Méndez-, o los autores del colectivo onubense Voces del extremo o vinculados por afinidad a él -Antonio Orihuela, Manuel Moya, Isla Correyero, Isabel Pérez Montalbán...-, que se basan en la insubordinación al statu quo socioeconómico (neoliberalismo, enajenación consumista) y a la clasicidad anestésica de la literatura, proponiendo una poesía de la conciencia frente a la poesía de la experiencia.
 Prieto de Paula 

## Nómina de autores y colectivos
Dado que con las etiquetas poesía de la conciencia, "escritura del conflicto", "nueva poesía social", "literatura activista", "poesía en resistencia" o "voces del extremo" se menciona a un nutrido número de creadores con más de una década de vida de grupo, los nombres que aparecen en ella deben considerarse más o menos nucleares. La lista resulta ampliable a otros poetas en capas sucesivas de alejamiento en los intereses políticos y la colaboración en proyectos comunes.
| Autor                      | Colectivo al que pertenece                              | Localidad de nacimiento | País   | Fecha de nacimiento |
| -------------------------- | ------------------------------------------------------- | ----------------------- | ------ | ------------------- |
| Antonio Orihuela           |                                                         | Moguer                  | España | 1964                |
| David González             |                                                         | Gijón                   | España | 1964                |
| Jorge Riechmann            |                                                         | Madrid                  | España | 1962                |
| Enrique Falcón             |                                                         | Valencia                | España | 1968                |
| Isabel Pérez Montalbán     |                                                         | Córdoba                 | España | 1964                |
| Vicente Muñoz Álvarez      |                                                         | León                    | España | 1966                |
| Eladio Orta                |                                                         | Isla Canela             | España | 1957                |
| José María Parreño         |                                                         | Madrid                  | España | 1958                |
| Manuel Rico                |                                                         | Madrid                  | España | 1952                |
| Julia López                | UEPV                                                    | Valencia                | España | 1971                |
| Antonio Méndez Rubio       | UEPV                                                    | Fuente del Arco         | España | 1967                |
| Pedro del Pozo             | La Palabra Itinerante                                   | Sevilla                 | España | 1971                |
| David Eloy Rodríguez       | La Palabra Itinerante                                   | Cáceres                 | España | 1976                |
| José María Gómez Valero    | La Palabra Itinerante                                   | Sevilla                 | España | 1976                |
| Miguel Ángel García Argüez | La Palabra Itinerante                                   | La Línea                | España | 1969                |
| David Franco Monthiel      | La Palabra Itinerante                                   | Cádiz                   | España | 1976                |
| Luis Melgarejo             | La Palabra Itinerante                                   | Granada                 | España | 1976                |
| Juan Antonio Bermúdez      | La Palabra Itinerante                                   | Jerez C.                | España | 1970                |
| Daniel Bellón              |                                                         | Cádiz                   | España | 1963                |
| Josu Montero               | La galleta del Norte                                    | Baracaldo               | España | 1962                |
| Fernando Beltrán           |                                                         | Oviedo                  | España | 1956                |
| Salustiano Martín          |                                                         | Salamanca               | España | 1950                |
| Mada Alderete              |                                                         | Madrid                  | España | 1959                |
| Uberto Stabile             |                                                         | Valencia                | España | 1959                |
| Francisco Castro Guerra    |                                                         | Valencia                | España | 1970                |
| Álvaro Moreno              | Manual de Lecturas Rápidas para la Supervivencia (MLRS) | Madrid                  | España | 1973                |
| Francis Vaz                |                                                         | Huelva                  | España | 1962                |
| Ángel Romera               |                                                         | Ciudad Real             | España | 1962                |
| Jorge Maíz Chacón          | Insomnus                                                | Cabra                   | España | 1977                |
| Eduardo Errasti            |                                                         | Oviedo                  | España | 1960                |
| Luis Vea García            |                                                         | Barcelona               | España | 1966                |

## Breve cronología de obras y eventos más significativos
1993
- Es leído públicamente, en el marco del congreso "Al filo del Milenio", el primer de los trabajos del colectivo Alicia bajo cero.

1994
- Se celebra en Valencia el ciclo "Poesía y conciencia", bajo el lema "que intenta hacer posible pensar y dialogar en torno a la problemática pero ineludible relación entre lenguaje e ideología, práctica poética y práctica política".
- Empieza a convocarse en Punta Umbría (Huelva) los Encuentros Internacionales de Editores Independientes, organizados por Uberto Stabile.

1995
- "El fin del mundo", poemario de Antonio Méndez, resulta finalista del Premio Hiperión de Poesía.
- Se publica "El lugar de encuentro", resultado de los talleres poéticos organizados por la UEPV con las Madres de la Plaza de Mayo.

1997
- Se publica "El día que dejé de leer El País", de Jorge Riechmann (Ediciones Hiperión).
- Se publica "Poesía y poder", de la Unión de escritores del País valenciano (Ediciones EbC).
- Se publica "El demonio te coma las orejas", de David González.

1998
- Inclusión de un artículo de Josu Montero en el volumen "Puntos de fuga (la cultura como instrumento de normalización, inclusión, cohesión y control social)".
- Se publica "Feroces. Antología de la poesía radical, marginal y heterodoxa", donde aparecen muchos de los autores de la poesía de la conciencia.
- Se publica una segunda versión de "La marcha de los 150.000.000", de Enrique Falcón.

1999
- El colectivo Manual de Lecturas Rápidas para la Supervivencia (MLRS) publica "Material inflamable para manos incendiarias", obra colectiva en la que participan muchos de los autores de la poesía de la conciencia.
- Se publica "Cartas de amor a un comunista", de Isabel Pérez Montalbán.
- Encuentro informal de poetas y performers en Navajas (Castellón), donde se reúnen Josu Montero, Jorge Riechmann, Enrique Falcón, Julia López, Salustiano Martín y Antonio Méndez, entre otros.
- Se publica "Arte a la idea", primer compacto del grupo poético-musical Circo de la palabra itinerante. En este grupo están involucrados los poetas del colectivo La palabra itinerante. Este colectivo organiza también, en la Sevilla Sala El imperdible, el ciclo Poesía en resistencia, por el que habrán de pasar gran parte de los poetas de la poesía de la conciencia.
- Se convoca el primer encuentro anual de Voces del Extremo, que aglutinará gran parte de la organización del grupo de la poesía de la conciencia.
- Se publica "La tumba de Keats", de Juan Carlos Mestre (Ediciones Hiperión).

2000
- Se publica "Resistencia por estética", de Eladio Orta.
- Se publica "Miedo a ser escarcha", de David Eloy Rodríguez (V Premio Internacional Surcos de poesía).
- El colectivo MLRS inaugura su página web, donde se recogerán artículos críticos, poéticas y obra de los autores de la poesía de la conciencia.
- II Encuentro "Voces del extremo": Poesía y conciencia.

2001
- Se publica "Lo que piensa la ballena del arponero", de Antonio Orihuela. A este autor, la Dirección de la Unidad de Gestión de La Rábida le censura un trabajo titulado "Para una teoría de la identidad".
- Aparece el primer número de Lunas Rojas, revista electrónica de tendencia, con textos de Antonio Orihuela, Enrique Falcón, Eladio Orta, Isabel Pérez Montalban, Salustiano Martín, David González, Josu Montero, Antonio Méndez, Jorge Riechmann...
- III Encuentro de "Voces del extremo": poesía y conflicto.

2002
- Primer Foro social de las artes, en Madrid. Participan varios autores de la poesía de la conciencia.
- IV Encuentro de "Voces del extremo": poesía y utopía.
- Se publica "Tatuajes", de Daniel Bellón.
- El colectivo La palabra itinerante organiza un recital poética contra la Europa capitalista aprovechando la presencia en Sevilla de la Cumbre de Jefes de Estados Europeos.
- Coordinado por Areceli Iravedra, la revista Ínsula publica un monográfico dedicado a "Los compromisos de la poesía", en que aparecen reseñados muchos de los autores de la poesía de la conciencia.
- Se publica "Poema de uno que pasa", de Jorge Riechmann.
- La Universidad de Chile publica la antología de poetas de la conciencia "No doblar las rodillas: sietre proyectos críticos en la poesía española reciente".

2003
- Los talleres de escritura colectiva del grupo  La galleta del norte (Baracaldo) cumplen 20 años.
- Se publica "Berenjena pa' los pavos", de Amín Gaver.
- Se publica el volumen colectivo "La paz y la palabra: letras contra la guerra".
- Se organiza en Valencia el "II Foro Social de las Artes", en que UEPV y otros autores de la poesía de la conciencia participan.
- Se publica "La narración de la llovizna", de Antonio Orihuela.

2004
- La revista Zurgai publica el volumen "Poesía de la conciencia".
- Se publica Anda, hombre, levántate de ti, de David González.
- Se publica el volumen colectivo "11M: poemas contra el olvido".
- Se publica Renta básica del olvido, de David Franco Monthiel.
- Se publica La voz común, una poética para reocupar la vida, de Antonio Orihuela.
- Se publica la antología Poemas para cruzar el desierto. Aunque la antología tiende hacia la estética y propósitos del realismo sucio, muchos autores de la poesía de la conciencia concurren en ella.
- Se publica Hasta los paranoicos tienen enemigos, de David González.

2005
- Se publica "Por más señas", de Antonio Méndez.
- Se publica la antología anarquista "Poesía para nadie", donde aparecen algunos de los poetas de la conciencia.
- Se publica "Todas las puertas abiertas", de Pedro del Pozo, primer volumen editado porLibros de la Herida.
- VII Encuentro "Voces del extremo": poesía y ética.
- El periódico Rojo y Negro comienza a publicar entregas de autores de la poesía de la conciencia.
- Se publica "Travesía encendida", de José María Gómez Valero.
- Se publica "Amonal y otros poemas", de Enrique Falcón.
- Se publica "Lengua de signos", de Daniel Bellón.
- Se publica "El amor ya no es contemporáneo", de David González.

2006
- Se publica "Los vínculos", de Ángel Calle.
- Se publican la trilogía de poemarios "El rumor del palacio", "Angustia" y "Corre, corre, niño de arena", de Antonio Martínez Ferrer.
- Se publica "Resistencia de materiales (ensayos sobre el mundo y la poesía y el mundo)", de Jorge Riechmann.
- Se publica "Asombros", de David Eloy Rodríguez y Miki Leal.
- La revista de crítica de las artes y el pensamiento Youkali publica una sección dedicada a la "no-polémica" que se desata entre Antonio Orihuela y López Merino.[16]
- El MLRS llega a su décimo número de existencia bajo el lema de la Congregación Telepoiética "Acierta mal y pensarás".
- Se publica "Historia del daño", de Antonio Méndez.
- Se celebra el VIII encuentro Voces del extremo en Moguer bajo el lema de Poesía y vida.

2014
- Se publica el ensayo "Ahí es nada. Nuevos ensayos sobre el mundo y la poesía y el mundo, de Jorge Riechmann (Editorial El Gallo de Oro).
- Se publica el recopilatorio de poemas de diversos autores "Disidentes. Antología de poetas críticos españoles" (1990-2014).

2017
- Se publica el recopilatorio de poemas de diversos autores "Voces del Extremo. Antología 2012/2016 "(Amargord ed, Coordinador Antonio Orihuela).